# Gjegjan
Gjegjan – wieś położona w północnej części Albanii w gminie Gjegjan. Wieś znajduje się 70 kilometrów od stolicy państwa, Tirany.

## Demografia
Według spisu ludności z 2001 roku we wsi Gjegjan mieszkało 1015 mieszkańców.